# El Rincón de San Felipe
El Rincón de San Felipe es una localidad del estado mexicano de Michoacán. Es parte del municipio de Zitácuaro.

## Toponimia
El nombre «San Felipe» hace referencia al santo patrono de la localidad: Felipe el Apóstol.

## Demografía
| Gráfica de evolución demográfica |
|                                  |

| Censo | Población |
| ----- | --------- |
| 1970  | 862       |
| 1980  | 769       |
| 1990  | 1480      |
| 2000  | 1842      |
| 2010  | 1945      |
| 2020  | 1786      |